# Emden Nemzetközi Filmfesztivál
Az Emden Nemzetközi Filmfesztivál (Internationales Filmfest Emden) a legjelentősebb filmfesztivál Alsó-Szászországban, melyet 1995 óta minden év júniusában rendeznek meg Emdenben, Aurichban és Norderneyben. A díjat Bernhard Wicki osztrák producer emlékére adják át.
A közönség által megszavazott győztesek összesen 31 500 euró értékű díjat vehetnek át. A forgatókönyvíróknak járó 17 000 eurós díjak nyertesét pedig szakértő zsűri választja.
A fesztivál keretében kiosztott díjak a Bernhard Wicki-díj, az NDR Fiatal rendezők díja, a DGB Trade Union-díj, az EZetera filmdíj és az East Friesian rövidfilm díj.